# ويليام بي. فرانكلين
ويليام بي. فرانكلين (بالإنجليزية: William B. Franklin)‏ هو ضابط أمريكي، ولد في 27 فبراير 1823 في يورك في الولايات المتحدة، وتوفي في 8 مارس 1903 في هارتفورد في الولايات المتحدة.

## وصلات خارجية
- ويليام بي. فرانكلين على موقع الموسوعة البريطانية (الإنجليزية)